# Marcus Dinwiddie
Marcus Dinwiddie (n. 27 august 1906, Washington, D.C., District of Columbia, SUA – d. 20 martie 1951, Oak Ridge⁠(d), Tennessee, SUA) a fost un trăgător de tir ce a reprezentat Statele Unite ale Americii, medaliat olimpic. A participat la o ediție a Jocurilor Olimpice (1924) în care a câștigat o medalie de argint.

## Participări
Lista de mai jos prezintă principalele competiții la care a participat Marcus Dinwiddie de-a lungul carierei.
- shooting at the 1924 Summer Olympics – men's 50 metre rifle, prone[*]